# Deucalion oceanicum
Deucalion oceanicum là một loài bọ cánh cứng trong họ Cerambycidae.